# Maresché
Maresché là một xã trong tỉnh Sarthe trong vùng Pays-de-la-Loire ở tây bắc nước Pháp. Xã này có diện tích 14,9 km2, dân số năm 2006 là 878 người.